# Zona Internacional de Tânger
A Zona Internacional de Tânger foi uma zona internacional com 373 km² centrada na cidade de Tânger, no Norte da África, sob a administração conjunta da França, Espanha e Grã-Bretanha (mais tarde, Portugal, Itália, Bélgica, Holanda, Suécia e Estados Unidos) ligado ao Marrocos Francês que existiu de 1923 até 29 de outubro de 1956, com a sua reintegração ao Marrocos.
A zona foi governada em conformidade com o Protocolo de Tânger, embora o sultão do Marrocos mantivesse a soberania sobre a zona e jurisdição sobre a população nativa.
A zona internacional de Tânger tinha, em 1939, uma população de cerca de 60.000 habitantes, e 150 mil em 1950. 

## História
Para resolver um desacordo entre a França, Espanha e Grã-Bretanha sobre o seu controle, Tânger foi feita uma zona desmilitarizada neutra em 1923 sob uma administração conjunta ao abrigo de uma convenção internacional assinada em Paris em 18 de dezembro de 1923. Apesar de algumas divergências surgirem sobre o acordo, ratificações foram trocadas em Paris em 14 de maio de 1924. A convenção foi registrada na League of Nations Treaty Series em 13 de setembro de 1924. A convenção foi alterada em 1928. Os governos da Itália, Portugal e Bélgica aderiram à convenção em 1928, e o governo dos Países Baixos em 1929.

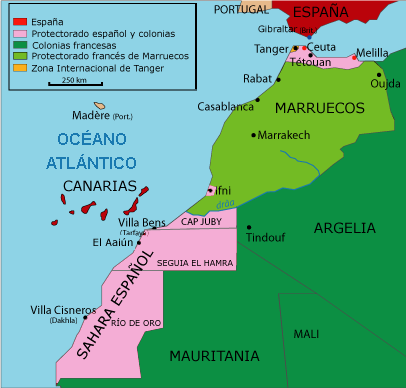
A Zona no Marrocos dividido.

A Zona tinha uma reputação de diversidade cultural e de religião no que se referia à população marroquina devota que a considerava como "uma zona infestada de pragas e infectada por infiéis". 
As tropas espanholas ocuparam Tânger em 14 de junho de 1940, no mesmo dia que Paris caiu para os alemães. Apesar dos apelos do escritor Rafael Sánchez Mazas e outros nacionalistas espanhóis para anexar o "Tánger español", o regime de Franco considerou publicamente a ocupação uma medida temporária de guerra. A disputa diplomática entre a Inglaterra e a Espanha sobre a abolição desta última das instituições internacionais da cidade em novembro de 1940, levaram a uma maior garantia dos direitos britânicos e uma promessa espanhola de não fortificar a área. Em maio de 1944, embora tenha servido como um ponto de contato entre si e as posteriores Potências do Eixo durante a Guerra Civil Espanhola, Francisco Franco expulsou todos os diplomatas alemães da zona. O território foi restaurado ao seu estatuto pré-guerra em 11 de outubro de 1945. Em julho de 1952, as potências protetoras se reuniram em Rabat para discutir o futuro da Zona, concordando em aboli-la. Tânger se juntou com o restante do Marrocos após a restauração de sua plena soberania em 1956.